# Вікова структура населення

Середній вік населення країн світу, 2017 рік

Вікова структура населення — демографічний показник розподілу наявного населення за різними віковими групами. Розподіл населення за віком пов'язаний з особливостями і динамікою його відтворення і міграцією. Вікова структура впливає на коефіцієнти народжуваності та смертності, на частку економічно активного населення. Для графічного відображення статево-вікової структури населення використовують статево-вікові піраміди. По осі абсцис відкладають пропорційні частки вікових груп (ліворуч — чоловіки, праворуч — жінки), по осі ординат — вік.

## Класифікація
Межі вікових груп встановлюються на основі трудового законодавства, місцевих традицій тощо.
За біологічною ознакою виділяють такі вікові групи:
- до 15 років — діти і юнаки;
- 15-64 років — молодь і дорослі;
- 65 і більше років — люди похилого віку[2].

Експерти ООН у власних соціально-економічних і демографічних розрахунках на основі працездатності виділяють п'ять вікових груп:
- 0-14 років — діти;
- 15-24 роки — ранній працездатний вік;
- 25-54 років — основний працездатний вік;
- 55-64 років — зрілий працездатний вік;
- 65 років і старше — літні люди[1].

Особливо виділяють вікову групу жінок у фертильному віці, коли жінка може народжувати дітей — 15-49 років.
На основі співвідношення різних вікових груп визначають три типи вікових структур населення:
- прогресивний (розвивається), коли чисельність дітей, до 15 років, становить понад 25 %, а старіше 50 років — менше 25 % — характерний для країн Тропічної Африки;
- стаціонарний (стабілізований) — характерний для країн Північної Америки;
- регресивний (деградує) — характерний для розвинених країн Європи,Японії[2].

## Географія
Країни Європи наближаються до регресивного типу у зв'язку зі зростанням частки осіб старших вікових груп. Найменший показник «молодості»: Італія (-1,5 %), Німеччина (0,9 %), Норвегія (3,6 %), Франція (4 %), Угорщина 3,6 %), Україна (9,2 %). У більшості країн Азії і Африки вікова структура молода: Лівія (47,6 %), Гана (47,6 %), Ефіопія (45,2 %), Того (42,2 %), Замбія (42,2 %), Сирія (41,9 %).
| Регіони | Вікові групи | Вікові групи | Вікові групи | Показник «молодості» |
| Регіони | 0-14         | 15-64        | 65 і більше  | Показник «молодості» |
| ------- | ------------ | ------------ | ------------ | -------------------- |
| Африка  | 43           | 54           | 3            | 40                   |
| Америка | 28           | 64           | 8            | 20                   |
| Азія    | 30           | 64           | 6            | 24                   |
| Європа  | 18           | 67           | 15           | 3                    |
| Океанія | 25           | 65           | 10           | 15                   |
| Світ    | 30           | 63           | 7            | 23                   |

## Значення
Вікова структура населення впливає на основні соціально-економічні проблеми націй. Країни з молодим населенням (високий відсоток дітей віком до 15 років) повинні більше інвестувати в заклади освіти, тоді як країни з більш високим відсотком людей похилого віку (65 років і старше) мають більше інвестувати в сектор охорони здоров'я.
Вікова структура населення часто використовується при прогнозуванні потенційних політичних проблем тієї чи іншої країни, регіону. Наприклад, швидке зростання молодого дорослого населення, яке не здатне знайти роботу, може спричинювати політичні заворушення. За прогнозами демографів до 2025 року частка осіб у віці більше 60 років у розвинених країнах переважатиме.

### Українською
- Атлас. 10-11 клас. Економічна і соціальна географія світу / упорядники :  О. Я. Скуратович, Н. І. Чанцева. — К. : ДНВП «Картографія», 2010. — ISBN 978-966-475-639-3.
- Дорошенко Л. С. Демографія: Навчальний посібник. — К. : МАУП, 2005. — 112 с. — ISBN 966-608-442-2.
- Економічна і соціальна географія країн світу. Навчальний посібник / За ред. Кузика С. П. — Л. : Світ, 2002. — 672 с. — ISBN 966-603-178-7.